# کانتری لیک استیتس (نیوجرسی)
کانتری لیک استیتس (به انگلیسی: Country Lake Estates) یک منطقهٔ مسکونی در ایالات متحده آمریکا است که در پمبرتون، نیوجرسی واقع شده‌است. کانتری لیک استیتس ۳٫۵۲۴ کیلومتر مربع مساحت و ۳٬۹۴۳ نفر جمعیت دارد و ۲۲ متر بالاتر از سطح دریا واقع شده‌است.